# Giuseppe Bellandi
Giuseppe Bellandi (Brescia, 16 dicembre 1833 – Brescia, 15 novembre 1910) è stato un militare italiano, fu uno dei 1089 componenti della Spedizione dei Mille guidata da Giuseppe Garibaldi.

## Biografia
Nacque nel 1833 a Brescia da Giuseppe e di Maddalena Faini .
Nel 1848 si arruolò come tamburino nel I reggimento bresciano della Guardia Mobile lombarda. Nella guerra del 1859 fu con i Cacciatori delle Alpi e nel 1860 seguì il richiamo di Giuseppe Garibaldi come soldato della IV compagnia. Fu promosso al grado sottotenente per il valore dimostrato dopo i combattimenti di Villa Gualtieri. Nella campagna della III guerra d'indipendenza garibaldina del 1866 in Trentino ricoprì il grado di tenente dell'VIII reggimento del Corpo Volontari Italiani.